# Paramimegralla vadoni
Paramimegralla vadoni är en tvåvingeart som beskrevs av Verbeke 1956. Paramimegralla vadoni ingår i släktet Paramimegralla och familjen skridflugor.
Artens utbredningsområde är Madagaskar. Inga underarter finns listade i Catalogue of Life.